# Calephelis schausi
Calephelis schausi är en fjärilsart som beskrevs av Mcalpine 1971. Calephelis schausi ingår i släktet Calephelis och familjen Riodinidae. Inga underarter finns listade i Catalogue of Life.